# High on Life
Singles par Martin Garrix
Ocean
(2018) Burn Out
(2018)
High on Life est une chanson du DJ Martin Garrix. Le titre est sorti le 29 juillet 2018 au label Stmpd Rcrds. Il est certifié disque d'or en Pologne, au Canada et en Italie. La chanson est composée par Martin Garrix, Giorgio Tuinfort, le vocaliste suédois Bonn (de son vrai nom Kristoffer Fogelmark), mais aussi par Albin Nedler qui ont tous deux déjà travaillé avec le DJ suédois Avicii. C'est d'ailleurs pourquoi la chanson a été comparée au style d'Avicii. Les producteurs sont Martin Garrix, ainsi que ses producteurs récurrents Matisse & Sadko et Giorgio Tuinfort.

## Composition
High on Life est une chanson de 3 minutes 50 secondes. Il s'agit d'une ballade de house progressive, à la fois énergique et émotionnelle de signature 4/4 et de 128 battements par minute.

## Clip vidéo
Le clip vidéo de ce titre consiste en la performance de Martin Garrix au Tomorrowland 2018 en Belgique. Le label de Martin Garrix, STMPD Records a annoncé via Twitter que la chanson allait être mise en vente au moment où Martin Garrix fait sa première au Tomorrowland, le titre consistant la performance finale du DJ à ce festival. Le titre est sorti sur YouTube et les plateformes de streaming cinq minutes après la fin de sa performance,, à minuit le même jour.

## Liste du format et édition
| 1. | High on Life (feat Bonn) | 3:50 |

## Classement hebdomadaire
| Classement (2018)                      | Meilleure position |
| -------------------------------------- | ------------------ |
| Pays-Bas (Nederlandse Top 40)          | 19                 |
| Autriche (Ö3 Austria Top 40)           | 52                 |
| Belgique (Flandre Ultratop 50 Singles) | 51                 |
| Allemagne (Media Control AG)           | 66                 |
| France (SNEP)                          | 131                |
| Suède (Sverigetopplistan)              | 29                 |
| Suisse (Schweizer Hitparade)           | 45                 |
| Australie (ARIA)                       | 59                 |
| Canada (Hot 100)                       | 82                 |
| Portugal (AFP)                         | 94                 |

## Certifications
| Pays    | Organisme    | Certification | Seuil                                 |
| ------- | ------------ | ------------- | ------------------------------------- |
| Canada  | Music Canada | Or            | 40 000 ventes                         |
| Italie  | FIMI         | Or            | 25 000 ventes et écoutes en streaming |
| Pologne | ZPAV         | Platine       | 10 000 ventes                         |
| France  | SNEP         | Or            | 50 000 ventes                         |